# Erwin Ditzner

Erwin Ditzner (2006)

Erwin Ditzner live (2007)

Erwin Ditzner 1985

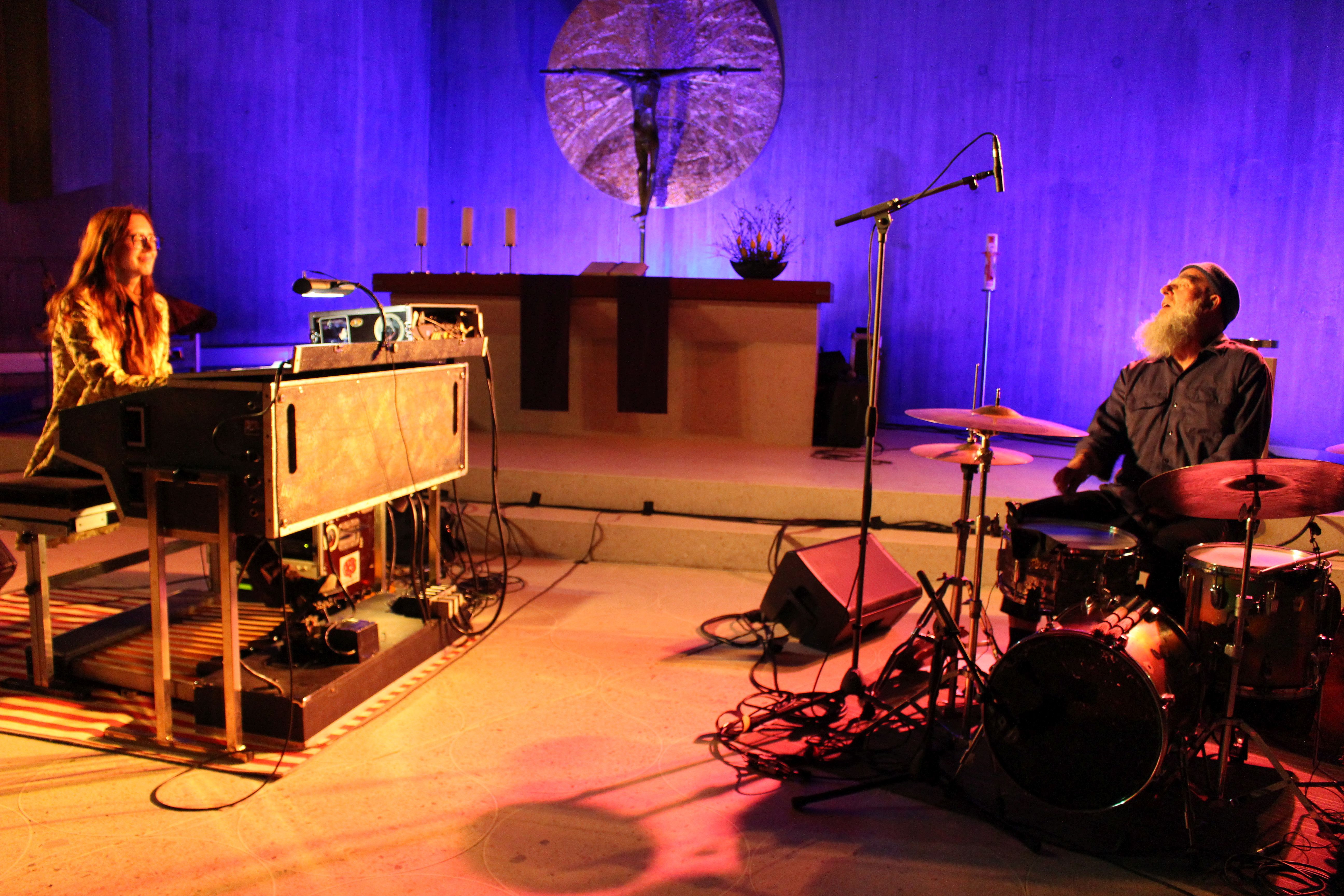
Erwin Ditzner mit Hammond B3-Organistin Barbara Dennerlein (2022)

Erwin Ditzner (* 5. Mai 1960 in Worms) ist ein deutscher Schlagzeuger.

## Leben
Ditzner begann mit zehn Jahren Schlagzeug zu spielen und erhielt eine klassische Ausbildung als Schlagwerker am Wiesbadener Konservatorium, die er aber nach zwei Jahren beendete, um erste Tourneen im Rockbereich (Guru Guru, Rif, Sanfte Liebe) zu unternehmen.
Seit Anfang der 1990er-Jahre widmete er sich immer mehr dem Jazz. Es folgten Konzerte mit Musikern wie Peter Brötzmann, Karl Berger, Alfred Harth, Rudi Mahall oder Johannes Bauer. Seitdem war er bei mehr als 50 LP- oder CD-Produktionen beteiligt oder verantwortlich und trat in Fernseh- und Rundfunkproduktionen von NDR, Arte, SWF, HR und BR auf. Er unternahm Tourneen durch Afrika, Europa, Nord- und Südamerika und Asien.
Als Snare-Spieler und Mitbegründer der Mannheimer Brass-Band Mardi Gras.bb (1992) wirkte er als Studiomusiker bei allen CD-Produktionen der Band bis 2007 mit. Er ist bekannt für die Reduzierung seines Schlagzeugsets; manchmal arbeitete er nur mit seiner Snare und Bongos, wie zum Beispiel bei den Coleümes, die seit 2011 unter dem Namen Les Primitifs zu hören sind.
1998 reisten die Coleümes vier Wochen lang durch Ecuador, um über die Sprache der Musik die Menschen in Ecuador zu erreichen. Eingeladen waren sie von dem Detmolder Filmemacher Siegmund Thies und der Mannheimer Musikerin Astrid Pape. Resultat des Zusammentreffens der Musiker war der für ARTE produzierte Dokumentarfilm „Reise ins Jahr 10.027“ und ein ebenso erfolgreicher Besuch auf der Expo 2000 in Hannover.
Seit 2008, nach dem Ausstieg bei Mardi Gras.bb, gründete Ditzner mit Lömsch Lehmann das „Ditzner Lömsch Duo“. 2008 veröffentlichen die beiden bei fixcel records ihr Debüt-Album Schwoine und gleichzeitig die erste Jazz-Klingelton-CD mit dem Titel Klingeltöne. Im Oktober 2015 erschien Ditzner Lömsch II" auf Vinyl und CD.
Ferner folgte 2009 eine CD-Produktion mit Arnim Töpel und Michael Herzer „Fa umme...Mundart Grooves“, die in der Rubrik Lieder und Songs für den Preis der deutschen Schallplattenkritik nominiert war. Dieses Projekt nennt sich „Töpel Kings“. Weitere Formationen mit denen Erwin Ditzner zu sehen und zu hören ist, sind: Das „Ditzner Twintett“ mit den beiden Zwillingen Bernhard und Roland Vanecek an Posaune und Tuba. „Netnar Tsinim“, ein Quartett um Matthias Debus am Kontrabass und Alexandra Lehmler am Saxofon; mit dabei auch Bernhard Vanecek an der Posaune. Das „Barbara Lahr Trio“, mit Bernhard Sperrfechter an der Gitarre und Barbara Lahr, die den Bass spielt und singt, nahm Ditzner 2011 die CD „Six String Call“ auf, die bei Skip Records erschien.
„Das Blech“ ist ein Septett um den jungen Trompeter Stephan Stadtfeld, Bruder des klassischen Pianisten Martin Stadtfeld. Weiterhin spielen Ralph Mosch Himmler (Trompete), Joachim Lösch (Trompete), Bernhard Vanecek (Posaune), Roland Vanecek (Tuba) und Felix Fromm (Posaune) bei dieser Formation mit. Im Jahr 2011 formierte sich die Band „Coleümes“ neu und nennt sich jetzt „Les Primitifs“. Matthias Dörsam (Reeds), Michael Herzer (Kontrabass) und Laurent Leroi (Akkordeon) spielten eine neue CD ein, die unter dem Titel „Une histoire d'un amour“ im August 2011 erschien.
Der Titel „La Mayo Mayonnaise“ fand 2013 Einzug in den Soundtrack des Films Hans Dampf.
Bei dem internationalen Jazzfestival Enjoy Jazz, das in Mannheim, Ludwigshafen und Heidelberg einmal im Jahr stattfindet, spielt Erwin Ditzner regelmäßig, unter anderem mit Rudi Mahall, Sebastian Gramss, Lömsch Lehmann und 2010 mit Marilyn Crispell, der experimentellen Jazz-Pianistin und Performer-Komponistin aus Woodstock/NY, Aki Takase und Silke Eberhard.
Auch 2011 spielt Ditzner bei Enjoy Jazz. Unter dem Namen „Sind sie ausser Gefahr“ spielen Sebastian Gramss (Bass), Lömsch Lehmann (Reeds) und Conny Bauer (Posaune) freie, improvisierte Musik. 2012 präsentierte Ditzner zusammen mit dem Kölner Bassisten Sebastian Gramss wieder ein Konzert der freien Art. Mit seiner von Rainer Kern erhaltenen „Carte Blanche“ des Festivals lud er den US-Gitarristen Jeff Parker (Chicago) ein. Bei Enjoy Jazz 2013 konzertierte er mit Nils Wogram, Sebastian Gramss und Alexander von Schlippenbach, mit dem er nun auch im Duo unterwegs war.
Mai 2013 erschien seine Solo-Platte „Elements“ (Vinyl und CD) ebenfalls bei Frank Schindelbecks fixcel records. Seitdem ist er auch als Solist auf Festivals und in Clubs zu hören.
Seit 2008 ist Erwin Ditzner wiederholt bei Produktionen des Kevin O’Day Balletts zu sehen. 2010 komponierte Ditzner das Stück „Karussell“ zusammen mit Lömsch Lehmann, das in der Trilogie „Bang on it“ in der Spielzeit 2011/12 zur Aufführung kam. Die Choreografin Dominique Dumais hatte dabei die künstlerische Leitung. Es folgten noch mehrere Stücke nach Kompositionen von John King (New York). In der Spielzeit 2012/13 spielt Ditzner bei dem Tanzstück R.A.W das Schlagzeug.
2019 spielte Ditzner mit dem Pianisten Chris Jarrett ein Duo-Konzert bei dem Enjoy Jazz Festival in der alten Feuerwache zu Mannheim. Das Konzert wurde mitgeschnitten und erschien 2020 ebenfalls bei fixcel records. In der Corona-Krise, durch Konzertausfall und Zuhausesein beschäftigt sich Ditzner immer mehr mit visuellen Themen. Auf seinem Youtube-Kanal veröffentlicht er in regelmäßigen Abständen kleine Filmclips zu Themen, die ihn beschäftigen. Er filmt Alltagsgeschehen und Skurriles, erstellt Kompositionen dazu und schneidet alles selbst in seinem „Homeoffice“.
2024 erhielt Ditzner den mit 3000 € dotierten „Future Jazz Preis RLP“.
Erwin Ditzner lebt in Ludwigshafen am Rhein.

## Diskografie
- 2023 KING / KIRSCH / DITZNER "one afternoon in LU" live @ Friedenskirche Ludwigshafen
- 2022 DITZNER  / LUC EX / MIKA SZAFIROWSKI Carte Blanche live @alte Feuerwache Mannheim ENJOY JAZZ FESTIVAL
- 2021 ZOUBEK / GRAMSS / DITZNER LP/CD LIVE @alte Feuerwache Mannheim ENJOY JAZZ FESTIVAL
- 2020 Kirsch Hein Ditzner „Live@Hack“ fixcel records
- 2020 „Die Motive des Richard W.“ Lömsch Lehmann, Matthias Debus, Erwin Ditzner Fixcel records
- 2020 Jarrett Ditzner carte blanche, live recorded at Enjoy jazz Festival 2019 fixcel records
- 2019 KIRSCH / HEIN / DITZNER / „NERVOUS“ Nicola Hein / Stephan Kirsch / Erwin Ditzner
- 2018 Ditzners carte blanche, live recorded at Enjoy Jazz Festival 2017 / Aki Takase / Silke Eberhard / Sebastian Gramss
- 2018 Les Primitifs „Petit“
- 2016 Cobody „Under Cover“ Kosho / Bartmes
- 2016 Sachie Matsushita „Free“ / Vitold Rek-bass / Sachie Matsushita-piano
- 2015 Ditzner Lömsch Duo- „II“
- 2013 ERWIN DITZNER SOLO- „elements“
- 2013 DITZNER TWINTETT- „Sonntag“
- 2013 NETNAR TSINIM- „instant miner“ Alexandra Lehmler / TC Debus / Bernhard Vanecek
- 2013 COBODY- „Cobody plays Lauth“
- 2013 TÖPELKINGS- „Ouappa Uappa“
- 2011 BARBARA LAHR TRIO - „Six string call“
- 2011 CRISPELL-DITZNER-GRAMSS- „FREE FLIGHT“ live at Enjoy Jazz Festival 2010
- 2011 LES PRIMITIFS - „Histoire d'un amour“
- 2010 NETNAR TSINIM - mit Alexandra Lehmler, Bernhard Vanecek und TC Debus
- 2010 DITZNER TWINTETT - mit Bernhard und Roland Vanecek
- 2009 Das Blech- „Das Blech“
- 2009 Töpel Kings- „Fa umme“
- 2008 Ditzner Lömsch Duo „KLINGELTÖNE“
- 2008 Ditzner Lömsch Duo „SCHWOINE“
- 2007 COLEÜMES - „Vision2“
- 2007 Mardi Gras.bb „THE EXILE ITCH“
- 2005 Mardi Gras.bb - „introducing THE MIGHTY THREE“ CD und LP
- 2004 Mardi Gras.bb – „29 Moonglow“
- 2003 Mardi Gras.bb – „Heat“
- 2003 HEIDI AYDT – „Annuals“
- 2003 JEROBEAM – „What's the deal“
- 2002 Mardi Gras bb – „Zen Rodeo“
- 2002 COLEÜMES – „Los Dolores del Amor“
- 2001 DITZNERS CLUB – „Ditzners Cub VOL I“
- 2000 Mardi Gras bb – „Supersmell“
- 2000 FROMAASCH – „Fromaasch en voyage“
- 2000 COLEÜMES – „Vision“
- 1999 Mardi Gras bb – „Alligator Soup“
- 1998 COLEÜMES – „Amigos“
- 1997 Kosho – „Snapshot Music Box“
- 1997 COLEÜMES – „Brut“
- 1995 Mardi Gras bb – „Big Brass Bed“
- 1995 LAURENT LEROI – „Live et Libre“
- 1993 AX GENRICH – „Psychodelic Guitar“
- 1993 Mardi Gras bb– „Live im Capitol“

LP
- 2024 The Green Dolphin Orchestra - Live Recording mit Alexandra Lehmler, Lömsch Lehmann, Claus Boesser-Ferrari u. v. a.
- 09/2005 „Mardi Gras bb -introducing THE MIGHTY THREE“ CD und LP
- 1992 NORBERT SCHWEFEL – „Motor Psycho“
- 1990 CHARLES LEMMING – „Nightserenade“
- 1987 GURU GURU – „Jungle“
- 1987 SANFTE LIEBE – „Sanfte Liebe“